# BRC Racing
BRC Racing è stata una squadra motociclistica, partecipante con moto Ducati derivate dalla serie dal 2006 nel campionato mondiale Superbike e nel campionato italiano Superbike e dal 2007 in Superstock 1000 FIM Cup.
La sua fondazione, col nome GMB Racing, è datata nel finire del 2005 ad opera del manager-pilota Marco Borciani (la M e la B dell'acronimo nella denominazione sono le iniziali del suo nome e cognome, mentre la G deriva dal nome del padre Giorgio), per poi diventare BRC Racing nel 2009. Per motivi di sponsorizzazione, il team ha preso nel 2006 la denominazione di Team Sterilgarda Berik, nel 2007 Team Sterilgarda, nel 2008 Team Sterilgarda Go Eleven e nel 2009, nuovamente, Team Sterilgarda.
Nel 2010 il team di Borciani si fonde col Guandalini Racing dando origine al nuovo B&G Racing.

## Stagione 2006
La stagione 2006 segna l'esordio del Team nelle competizioni motociclistiche derivate dalla produzione stradale. Partecipa con una Ducati 999 F05 nel Mondiale Superbike con due piloti, lo spagnolo Rubén Xaus e lo stesso team manager Marco Borciani, che incomincia a sdoppiarsi nel ruolo di pilota e dirigente. I risultati non sono molto soddisfacenti, infatti Xaus si classifica 14º con 103 punti nella classifica generale del mondiale con miglior risultato parziale un quarto posto in gara 1 nel GP d'Europa che si è tenuto nel circuito di Silverstone. Nello stesso Mondiale Marco Borciani nella gara d'esordio nel GP del Qatar presso il circuito di Losail ottiene un ottavo posto in gara 1 e un 13º in gara 2, questa resta l'unica prova dove prende punti, infatti successivamente colleziona ritiri e piazzamenti modesti, lasciando, per l'ultima prova, il suo posto a Vittorio Iannuzzo.
Nello stesso anno la squadra partecipa al campionato italiano Superbike con Marco Borciani con la stessa versione della moto con la quale corre nel mondiale Superbike cioè una Ducati 999F05, ma con risultati differenti: infatti il bresciano si cinge dell'alloro di campione italiano Superbike vincendo la sesta ed ultima prova ad Imola nell'Autodromo Enzo e Dino Ferrari sopravanzando Alessandro Polita (ottavo ad Imola) di 13 punti totalizzando 105 punti nella classifica generale. Il Team mette in pista, per la prima e l'ultima gara del campionato italiano, anche Rubén Xaus come pilota wildcard senza punti.

## Stagione 2007

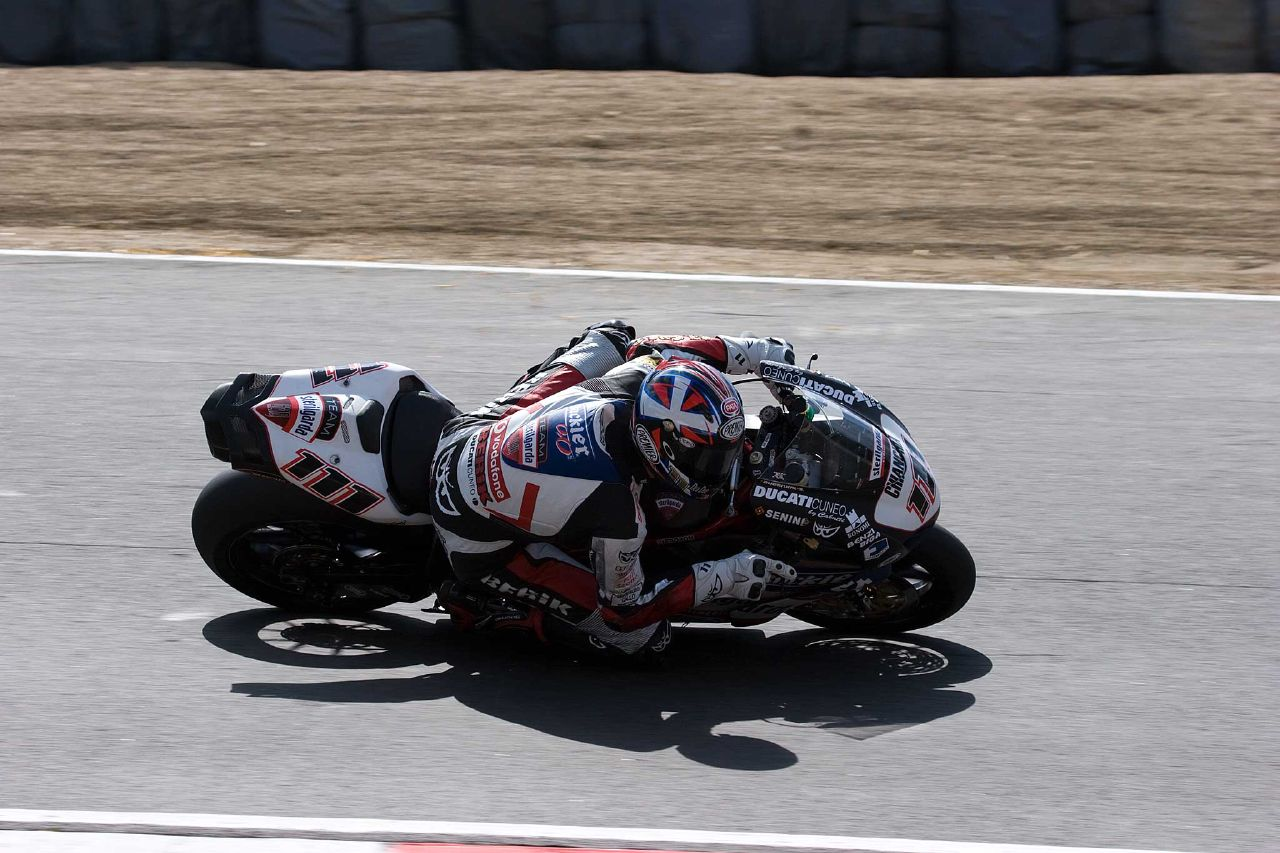
Rubén Xaus a Brands Hatch 2007 con la Ducati 999F06 nella 10ª prova del Mondiale SBK.

Nella stagione 2007, i piloti di punta Ruben Xaus nel Mondiale Superbike e Marco Borciani nel campionato italiano Superbike vengono riconfermati ed equipaggiati da una Ducati 999F06 (la F significa Factory, quindi la moto ufficiale 2006 con sistema di trazione ed elettronica Ducati versione 2006), ai quali si aggiunge in alcune gare come wild card nel mondiale superbike Giovanni Bussei. Lorenzo Baroni e Niccolò Rosso equipaggiati dalla Ducati 1098S portano all'esordio la squadra nella Superstock 1000 FIM Cup. La stagione risulta essere positiva nel mondiale Superbike dove Xaus si classifica 6º con 201 punti, piazzandosi davanti a piloti con moto ufficiali quali Lanzi (Ducati 999F07), Rolfo (Honda CBR1000RR), Laconi e Nieto (Kawasaki ZX10RR), Kagayama (Suzuki GSX-R1000 K7), risultando il miglior pilota con una moto non ufficiale ed il secondo pilota Ducati dietro Troy Bayliss (4º nella classifica generale con 372 punti con Ducati 999F07). Nella stessa annata lo spagnolo regala al Team la prima vittoria nel campionato mondiale Superbike il 15 aprile 2007 a Valencia presso il circuito Ricardo Tormo trionfando in gara 1 e arrivando quarto in gara 2. Tale accadimento risulta essere molto importante per la squadra in quanto risulta essere l'unica vittoria di un team non ufficiale nel campionato mondiale superbike 2007. Nel computo di questa stagione lo spagnolo annovera anche un terzo posto in gara 1 ad Assen nel Gp d'Olanda ed ottiene altre due volte il quarto posto.

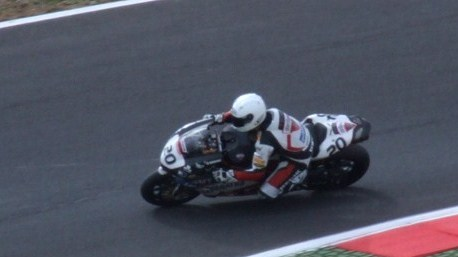
Marco Borciani in sella alla Ducati 999F06 nel Circuito di Vallelunga in occasione della 12ª prova del mondiale Superbike.

Nello stesso anno si presentano come wild card nel mondiale SBK Giovanni Bussei (in occasione della terza prova nel circuito di Donington Park e nel quarto nel circuito Ricardo Tormo di Valencia) e Marco Borciani (in occasione delle tre prove italiane nei circuiti di Monza, Imola e Vallelunga), con risultati nella media: infatti Bussei ottiene il 21º posto nella classifica generale con 11 punti, con miglior risultato parziale l'11º posto in gara 2 nel GP d'Europa e Marco Borciani il 20º posto nella classifica generale con 12 punti, con miglior risultato parziale l'11º posto in occasione del GP di San Marino nel circuito di Misano Adriatico.

## Stagione 2008

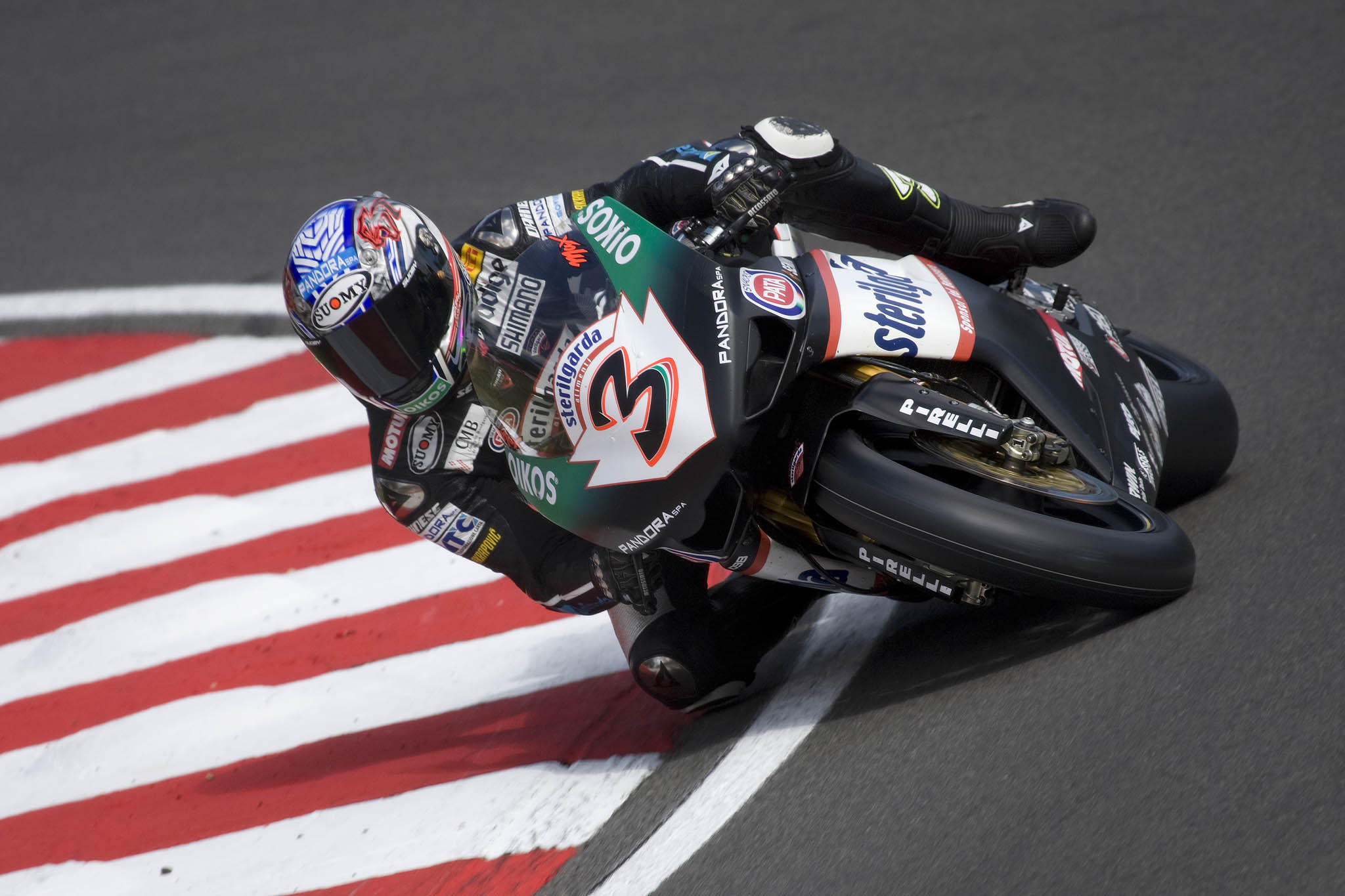
Max Biaggi in sella alla Ducati 1098.

Nella stagione 2008 viene nuovamente riconfermato per il terzo anno consecutivo lo spagnolo Ruben Xaus nel mondiale Superbike, mentre le novità riguardano il modello della moto, in quanto con le modifiche regolamentari introdotte nel 2008 e deliberate l'anno precedente, la Ducati fornisce tutti i suoi team della 1098, l'introduzione della seconda moto nel mondiale Superbike, che viene affidata al quattro volte campione del mondo 250cc Max Biaggi che approda nel team dopo il terzo posto nel mondiale Superbike l'anno precedente con 3 vittorie e 397 punti iridati in sella alla Suzuki GSX-R1000K7 del Team Alstare. Nell'Europeo Superstock Lorenzo Baroni viene rimpiazzato da Alessandro Polita reduce da una stagione interlocutoria nel mondiale Superbike 2007, dove fra infortuni e scarsa competitività della sua Suzuki GSX R1000K6 raccolse il 24º posto nella classifica generale con 8 punti racimolati. Per Polita si tratta di un ritorno in quanto è già stato campione Superstock nel 2006.
Xaus chiude il campionato in decima posizione con 178 punti, grazie alla vittoria di Misano Adriatico in gara 2, al secondo posto di Losail e a ben 5 quarti posti. Il pilota spagnolo subisce un netto calo di prestazioni proprio dopo la gara di Misano, che lo porta a prendere pochi punti e a cadere molto spesso.
Biaggi invece vive una stagione sfortunata: dopo una strepitosa partenza in Qatar, il pauroso volo a Phillip Island condiziona le sue gare successive, in cui corre in precarie condizioni fisiche; viene anche centrato ben 3 volte nell'arco della stagione, da Smrž a Monza e da Fabrizio a Misano e a Portimao. Pur non vincendo neanche una gara, riesce a salire 7 volte sul podio, l'ultima delle quali a Vallelunga, dove in gara 2 è stato protagonista di un altro spettacolare volo, dal quale è uscito illeso. Alla fine Biaggi è settimo nella classifica generale, risultando il migliore tra i privati.
In Superstock, Polita lotta per il titolo fino alla fine, ma nonostante i 4 podi conquistati (di cui uno sul gradino più alto, a Misano Adriatico) deve arrendersi al compagno di marca Brendan Roberts ed al pilota Honda Maxime Berger, chiudendo terzo con 137 punti, 10 in meno di Roberts.

## Stagione 2009
Nella stagione 2009 è da registrare il cambio di entrambi i piloti nel mondiale Superbike: Xaus lascia il team dopo 3 anni per aderire al nuovo progetto BMW, mentre Biaggi diviene pilota ufficiale Aprilia.
Viste le defezioni dei 2 piloti, Alessandro Polita, dopo la stagione in Superstock, viene promosso in Superbike, dove viene affiancato da un pilota di esperienza quale Shane Byrne, fresco vincitore del campionato britannico superbike con la Ducati 1098RS (la stessa moto con cui corre nel 2009) del team GSE Racing.
Il 6 febbraio 2009, contravvenendo a quanto annunciato in precedenza, il team decide di prendere parte al Campionato Mondiale Superbike con il solo Shane Byrne, il tutto viene giustificato con l'imperante crisi economica mondiale che colpisce tutti i settori industriali, e con la rinuncia di alcuni sponsor a finanziare la squadra.
Il britannico, rimasto pertanto unico pilota della squadra, conclude la stagione all'ottavo posto nella classifica generale con 192 punti, ottenendo come miglior risultato in gara il secondo posto in gara 1 nel Gran Premio di San Marino tenutosi sul circuito di Misano.

## Stagione 2010
A causa della crisi economica nella stagione 2010 il team stende le basi per l'unione con un'altra squadra il Guandalini Racing creando una nuova struttura denominata PATA B&G Racing (acronimo di Borciani & Guandalini Racing).